# Adhérence (mathématiques)
Pour les articles homonymes, voir Adhérence.
Ne doit pas être confondu avec Valeur d'adhérence.
En topologie, l'adhérence d'une partie d'un espace topologique est le plus petit ensemble fermé contenant cette partie. Lorsque l'espace est métrisable, c'est aussi l'ensemble des limites de suites convergentes à valeurs dans cette partie.

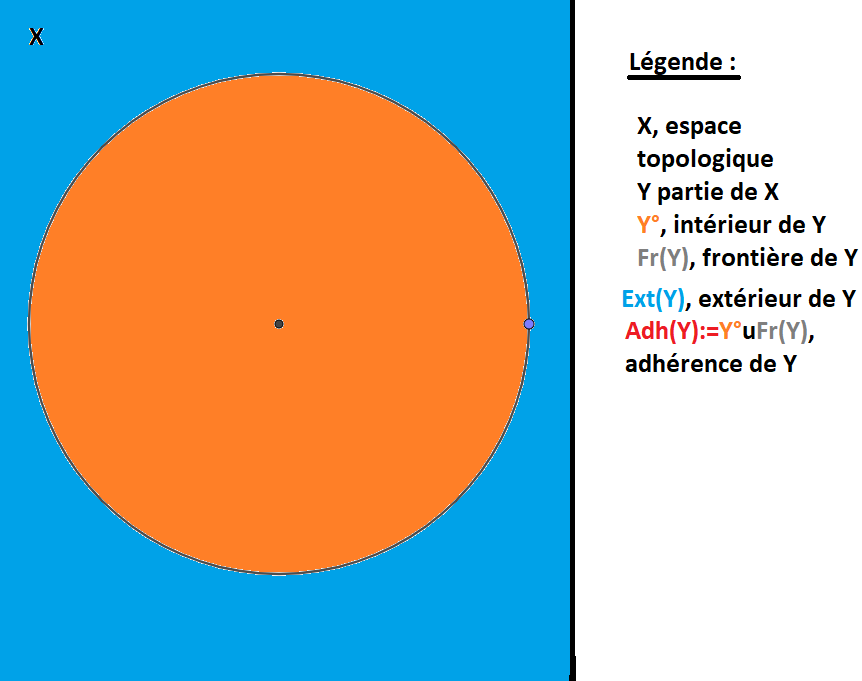
Illustration de concepts de base en topologie générale

## Définitions
Dans un espace topologique E, l'adhérence d'une partie X, notée X, est le « plus petit » (au sens de l'inclusion) fermé contenant X.
L'existence d'un tel fermé est claire : il existe au moins un fermé contenant X, à savoir l'espace E lui-même ; d'autre part, l'intersection de tous les fermés contenant X est un fermé contenant X, et est le plus petit ayant cette propriété.
Un point x de E est dit « adhérent » à X s'il appartient à X. On verra plus bas une définition équivalente de la notion de point adhérent, qui fournira donc une définition équivalente de l'adhérence.

## Exemples
Une partie est fermée si et seulement si elle est égale à son adhérence. Ainsi, pour la topologie discrète sur E, l'adhérence d'une partie X est égale à X. À l'opposé, pour la topologie grossière sur E, dont les fermés sont l'ensemble vide et E, l'adhérence de toute partie non vide est égale à E.
L'adhérence d'une partie dense (cf. § ci-dessous) est par définition l'espace tout entier. 
L'adhérence d'un intervalle de ℝ est l'intervalle fermé de mêmes bornes : l'adhérence de ]–∞, a[ est l'intervalle ]–∞, a].

## Propriétés
L'adhérence est un opérateur de clôture :{\displaystyle X\subset {\overline {X}},\quad {\overline {\overline {X}}}={\overline {X}}\quad {\rm {et}}\quad \left(X\subset Y\implies {\overline {X}}\subset {\overline {Y}}\right)}.

### Cas métrique
Dans un espace métrique, l'adhérence d'une partie est l'ensemble des points à distance nulle de cette partie. Autrement dit, l'adhérence d'un ensemble {\displaystyle A\neq \varnothing } est l'intersection des voisinages {\displaystyle V_{r}(A)} de {\displaystyle A}.
Dans un espace métrique, l'adhérence de toute boule ouverte est incluse dans la boule fermée de même centre et de même rayon. Dans un espace vectoriel normé muni de la distance ║x – y║, on a égalité. Mais dans un espace métrique quelconque, l'inclusion peut être stricte. Par exemple pour la topologie discrète sur un ensemble E, toute partie est égale à son adhérence. Or cette topologie est induite par la distance discrète (définie par : d(x, y) = 1 si x ≠ y, et d(x, x) = 0), pour laquelle les boules ouvertes de rayon 1 sont les singletons, tandis que toute boule fermée de rayon 1 est égale à E.

### Dualité entre adhérence et intérieur
Pour deux parties X et Y de E complémentaires l'une de l'autre, l'adhérence de Y et l'intérieur de X sont complémentaires l'un de l'autre.
En effet, l'intérieur de X est l'union des ouverts inclus dans X donc son complémentaire est l'intersection des fermés contenant Y.

### Sous-espaces et espaces produits
Si Y est un sous-espace de E (muni de la topologie induite) et X une partie de Y, l'adhérence de X dans ce sous-espace est égale à X∩Y.
Dans un espace produit ∏i∈I Ei, l'adhérence d'un produit ∏i∈I Xi de parties Xi ⊂ Ei est égale au produit ∏i∈I Xi des adhérences de ces parties.

### Intersections et réunions
- L'adhérence d'une intersection est incluse dans l'intersection des adhérences mais l'inclusion peut être stricte, même pour une intersection finie[5]. Par exemple dans ℝ, l'adhérence de ]–∞, 0[∩]0, +∞[ est ∅, tandis que l'intersection des adhérences est ]–∞, 0]∩[0, +∞[ = {0}.
- Puisque l'adhérence est un opérateur de clôture (voir supra), une union d'adhérences est incluse dans l'adhérence de l'union[5].
L'inclusion peut être stricte. Par exemple dans ℝ, l'union de la suite de singletons {1/(n+1)} (fermés donc égaux à leurs adhérences) ne contient pas le point 0, qui est point adhérent.
Pour une union finie, on a cependant égalité. En effet[5], X∪Y est un fermé contenant X∪Y donc contenant X∪Y.

## Caractérisations

### Ensemble des points adhérents
Un point x de E est adhérent à X si et seulement si tout voisinage de x rencontre X, autrement dit : tout ouvert contenant x rencontre X.
En effet,, x n'appartient pas à X si et seulement si [il existe un fermé contenant X et pas x, c'est-à-dire si] il existe un ouvert contenant x et disjoint de X.

### Espaces métriques et suites
Dans un espace E quelconque, l'adhérence d'une partie X contient toujours la fermeture séquentielle de X, c'est-à-dire que toute limite d'une suite d'éléments de X appartient à l'adhérence de X.
Un espace de Fréchet-Urysohn est un espace dans lequel, réciproquement, tout point adhérent à une partie X est limite d'une suite à valeurs dans X. Les espaces métrisables (i.e. dont la topologie est issue d'une distance), et plus généralement les espaces à bases dénombrables de voisinages, en sont des exemples.

## Densité
On dit qu'une partie X d'un espace topologique E est dense lorsque son adhérence est l'espace E tout entier. Une telle partie se caractérise donc par le fait que tout ouvert non vide en contient un point.
Intuitivement, les parties denses d'un espace sont donc des parties qui sont très grosses : on ne peut pas les éviter.
Toute partie dense pour un ordre est dense pour la topologie de cet ordre. Ainsi (cf. § « Exemples » de l'article Ordre dense), ℚ et ℝ\ℚ sont denses dans ℝ, et ℝ est dense dans la droite réelle achevée ℝ∪{–∞, +∞}, ce qui justifie la notation ℝ pour cet espace.
Un point x de E est dit dense si le singleton {x} est dense. On l'appelle parfois aussi point générique.

### Exemple de point générique
Considérons l'ensemble ℕ des entiers naturels. On y définit une topologie (via des fermés) de la façon suivante :
- un ensemble fini d'entiers non nuls est fermé ;
- l'espace entier est fermé.

Dans cet espace, 0 est générique.
N.B. : en géométrie algébrique, ce genre de situation est très courant, car l'espace de base, le spectre d'anneau, vérifie souvent ce genre de propriétés ; en fait, cet exemple est homéomorphe à Spec(ℤ) par simple substitution des nombres premiers aux entiers non nuls.